# 雅典奈高斯足球會
雅典奈高斯足球會（羅馬化：Athinaikos F.C.），是希腊雅典都会区的一个足球俱乐部。由于该队主场位于维罗纳斯市镇。